# Bacadéhuachi
Bacadéhauchi este un municipiu în statul Sonora, Mexic.